# Darulaman palota

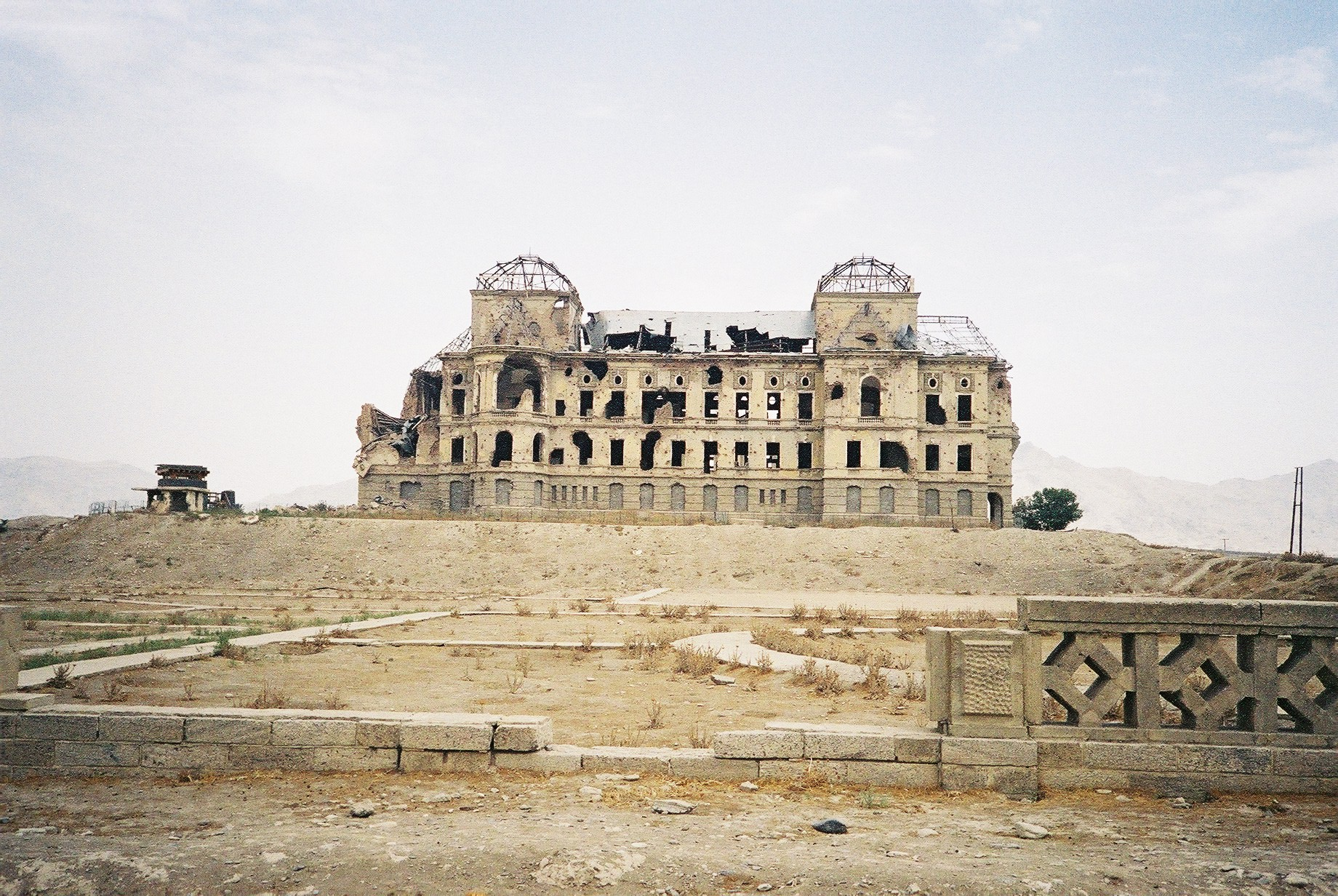
A Darulaman palota Kabul délnyugati részén

A Darulaman palota (vagy „a béke hajléka” palota) európai stílusjegyekkel épített palota az afganisztáni Kabulban, 16 km-re délnyugatra a városközponttól. Napjainkban romos állapotban van.

## Története
A palota az 1920-as években épült, Amanullah Khan király megrendelésére. Része volt egy új afgán főváros tervezetének, Kabul központjával kisvasút kötötte volna össze. Az épület a város délnyugati külterületén egy dombra épített impozáns neoklasszicista épület, a parlamenti üléseket tartották volna itt. A király reformjainak leállítását követően azonban évtizedeken át használaton kívül állt, a vallási konzervatív politikai erők nem használták. 
A három szintes palotában tűz először 1969-ben pusztított, majd az 1970-es, 1980-as években felújították az afgán Védelmi Minisztérium részére. Az 1978-as kommunista puccs alatt az épületet ismét felgyújtották. A szovjet megszállás végén tüzérségi célponttá vált, majd miután a szovjet csapatok elhagyták Kabult és az épületet, romos állapotban maradt vissza. Az 1990-es évek elején mudzsahedin frakciók rivalizálásai nyomán tovább rombolták, miközben Kabul ellenőrzéséért folytak harcok.
2005-ben bemutattak egy felújítási tervet, mely szerint az új afgán parlament székhelye lenne. A fejlesztést és építést elsősorban gazdag afgánok és külföldiek adományaiból finanszíroznák. 2010 júliusában azonban még nem kezdődtek meg a munkálatok, ugyanis egy másik helyszínen épül az új parlament vasbeton vázszerkezetes épülete.
A palota közelében levő dombon áll a Tadzsbeg palota, melyet Amanullah és felesége, Szoraja királyné, illetve családtagjaik részére építettek.

## Fordítás
- Ez a szócikk részben vagy egészben  a   Darul Aman Palace című angol Wikipédia-szócikk ezen változatának fordításán alapul.  Az eredeti cikk szerkesztőit annak laptörténete sorolja fel. Ez a jelzés csupán a megfogalmazás eredetét és a szerzői jogokat jelzi, nem szolgál a cikkben szereplő információk forrásmegjelöléseként.